# Сри Мульяни Индравати
Сри Мульяни Индравати (индон. Sri Mulyani Indrawati) (род. 26 августа 1962 года, Бандар-Лампунг) — индонезийский экономист и государственный деятель. Управляющий директор Группы Всемирного банка (с 2010). Министр планирования национального развития Индонезии (2004—2005), министр финансов Индонезии (2005—2010, с 2016 по настоящее время), министр-координатор по вопросам экономики Индонезии (2008—2009).
Под руководством Сри Мульяни Индравати в индонезийской экономике был проведён ряд преобразований, что привело к значительному экономическому росту и позволило стране преодолеть Финансовый кризис 2007—2008 годов. В 2014 году журнал Forbes поставил её на 38-ю позицию в списке самых влиятельных женщин мира.

## Ранние годы жизни
Сри Мульяни Индравати родилась 26 августа 1962 года в городе Танджунг-Каранг (ныне Бандар-Лампунг, провинция Лампунг, Суматра), и была седьмым ребёнком в семье преподавателей вузов профессора Сатмоко (индон. Satmoko) и его жены Ретно Сринингсих (индон. Retno Sriningsih). Как и многие яванцы, она имеет имя санскритского происхождения и не имеет фамилии: её первое имя, Сри, в переводе с санскрита означает «сияние» или «рассевание света» и используется яванцами как гоноратив, а также как часть женских имён; второе, Мульяни, происходит от слово «мулья» (индон. mulya) и означает «значимая», «ценная»; третье имя, Индравати, складывается из слова «Индра», имени бога войны и грозы в индуистской религии, и суффикса «вати», передающего женский род.
В 1986 году окончила Университет Индонезия, а в 1992 году получила магистерскую и докторскую степени в Иллинойсском университете в Урбана-Шампейне. В 2001 году переехала в Атланту, где работала в качестве консультанта Агентства США по международному развитию по программам содействия развитию региональной автономии в Индонезии, а также читала лекции по индонезийской экономике, как приглашённый профессор в Школе политических исследований имени Эндрю Янга в Университете Джорджии. С 2002 по 2004 годы занимала пост исполнительного директора в совете Международного валютного фонда, представляя экономики 12 стран Юго-Восточной Азии.

## На посту министра финансов
В 2005 году президент Сусило Бамбанг Юдойоно назначил Сри Мульяни Индравати министром финансов Индонезии. Одним из первых её шагов на новом посту было проведение реформы налоговых и таможенных органов, а также начало широкомасштабной борьбы с коррупцией в этих органах; эти реформы получили в целом положительные оценки. Также ей удалось увеличить приток прямых инвестиций в страну: если в 2004 году они составили 4,6 миллиардов долларов, то в 2005 году — 8,9 миллиардов.
В 2006 году Мульяни была названа министром финансов года по версии журнала Euromoney.
В 2007 году экономический рост в Индонезии составил 6,6 %, что стало наилучшим показателем страны с 1997 года, предшествовавшего Азиатскому финансовому кризису. Несмотря на то, что уже в следующем, 2008 году экономика упала на 6 %, в связи с глобальным экономическим кризисом, Мульяни осталась на посту министра финансов. В июле 2008 года она была дополнительно назначена министром-координатором по вопросам экономики, сменив на этом посту Будионо.
В августе 2008 года журнал Forbes назвал Мульяни самой влиятельной женщиной в Индонезии и поставил её на 23-е место в списке самых влиятельных женщин мира. К этому времени валютные резервы страны достигли исторического максимума в 50 миллиардов долларов, а государственный долг сократился с 60 до 30 процентов ВВП. Также по инициативе Мульяни была пересмотрена система экономической стимуляции государственных служащих: им была значительно поднята зарплата, что, наряду с жесткими антикоррупционными мерами, должно было удержать их от соблазна брать взятки.
В 2007 и 2008 годах газета «Emerging Markets» называла Сри Мульяни Иддравати министром финансов года в Азии.
В 2009 году, после переизбрания Сусило Бамбанга Юдойоно на пост президента, Мульяни вошла в состав его нового кабинета. В том же году экономика Индонезии выросла на 4,5 %; Индонезия, наряду с Китаем и Индией, вошла в число стран, где годовой рост экономики превысил 4 %. За пять лет, с 2005 по 2010 годы, число налогоплательщиков в Индонезии выросло с 4,35 млн до почти 16 млн, а налоговые поступления достигли в 2010 году суммы в 600 триллионов индонезийских рупий.
В ноябре 2013 года британская газета The Guardian опубликовала статью, содержащие сведения, полученные от Эдварда Сноудена, согласно которым в 2009 году австралийская разведка якобы осуществила взлом мобильных телефонов ведущих индонезийских правительственных чиновников, в том числе и Сри Мульяни Индравати. Премьер-министр Австралии Тони Эбботт признал факт взлома, заявив, что деятельность является скорее исследованием (англ. research), нежели шпионажем, и что разведка его страны оставляет за собой право использовать любые источники для получения информации.

## На посту управляющего директора Всемирного банка
5 мая 2010 года Сри Мульяни Индравати была назначена одним из трёх управляющих директоров группы Всемирного банка, сменив Хуана Хосе Дабоуба; 1 июня того же года она вступила в должность. Она отвечает за экономику 74 стран Латинской Америки, Карибского бассейна, Восточной Азии и Тихоокеанского региона, Ближнего Востока и Северной Африки. Её отставка с поста министра финансов была названа в СМИ «потерей для Индонезии и приобретением для мира» (англ. Indonesia’s loss, and the World’s gain), и привела к падению фондового рынка на 3,8 % — крупнейшему за последние 17 месяцев, а также падению курса рупии по отношению к доллару почти на 1 %. По данным некоторых публикаций в СМИ, Мульяни отправили в отставку под политическим давлением, особенно со стороны Абуризала Бакри — крупного предпринимателя и политика, председателя партии Голкар. Бакри находился во вражде с Мульяни из-за расследования массового уклонения от налогов в предприятиях Bakrie Group, инициированного министерством финансов, отказа Мульяни в предоставлении ему государственных субсидий на развитие угольной промышленности, а также в связи с тем, что Мульяни оказалась признать грязевой вулкан в Сидоарджо стихийным бедствием и возложила ответственность за его появление на Bakrie Group.
20 мая 2010 года президент Сусило Бамбанг Юдойоно назначил преемником Мульяни Агуса Мартовардоджо, руководившего на тот момент банком Мандири — крупнейшим банком в стране.
В 2014 году журнал Forbes поставил Сри Мульяни Индравати на 38-ю позицию в списке самых влиятельных женщин мира.

## Скандал с «Bank Century»
Незадолго до отставки Индравати с поста министра финансов ряд депутатов Совета народных представителей (СНП) — членов партии Голкар обвинили её в незаконном спасении от банкротства Bank Century в 2008 году. Министра обвиняли в том, что спасение банка было предпринято без законных оснований и обошлось государству в 6,7 трлн рупий (710 млн долларов). Мульяни заявила о том, что считает свои действия по спасению банка законными и отрицает свою вину, подчеркнув при этом, что для оценки оправданности спасения банка стоит вспомнить о тяжёлом положении в мировой экономике в тот период.
Юсуф Калла, вице-президент Индонезии в 2004—2009 годах и с 2014 года, подверг действия Мульяни жёсткой критике, опровергнув утверждения её сторонников — бывших сотрудников Банка Индонезии о том, что крах банка оказал бы большое негативное влияние на национальную экономику. «Скандал с Bank Century — это ограбление, тот, кто поддерживает Bank Century — поддерживает грабителя» — заявил он.
Специальная комиссия СНП, созданная для расследования дела Bank Century и состоящая из представителей всех девяти фракций парламента, объявила, что действия Мульяни по спасению банка свидетельствуют об отмывании денег и постановила передать дальнейшее расследование дела в полицию и Комиссию по борьбе с коррупцией.

## Личная жизнь
Сри Мульяни Индравати замужем за экономистом Тони Сумартоно (индон. Tony Sumartono), в их семье трое детей. Позиционирует себя как профессионального экономиста, не имеющего политических пристрастий.